# Mouralia annulifera
Mouralia annulifera är en fjärilsart som beskrevs av Walker 1858. Mouralia annulifera ingår i släktet Mouralia och familjen nattflyn. Inga underarter finns listade i Catalogue of Life.